# 盧楩
盧楩（1504年—？年），字木伯，號少谷，直隸蘇州府常熟縣醫籍，崑山縣人。明朝政治人物。

## 生平
治《書經》，由國子生中式順天府鄉試第五十六名舉人，嘉靖十四年（1535年）乙未科會試第五十六名，第三甲第二百零九名進士。礼部观政，十五年七月上書言事忤旨，逮下锦衣卫镇抚司狱，寻移法司议罪，论赎杖，仍办事。十六年授嘉兴县知县，擢刑部主事，官至南京兵部郎中，二十四年五月以考察閑住。

## 家族
曾祖盧輔；祖盧常，贈太醫院院判；父盧志，前太醫院院判；母陳氏（封安人）；生母薛氏。具慶下，妻許氏，行一，弟楠。